# Steve Cropper

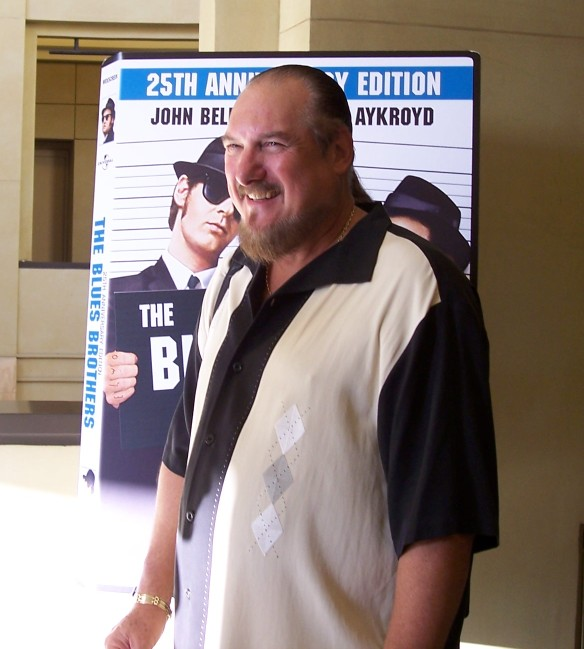
Steve Cropper (2007)

Steve „The Colonel“ Cropper (* 21. Oktober 1941 in Dora, Missouri) ist ein US-amerikanischer Gitarrist, Musikproduzent und Songwriter.

## Leben
Steve Cropper wuchs zunächst auf einer Farm auf. Als er zehn Jahre alt war, zogen seine Eltern mit ihm nach Memphis, Tennessee, wo er das erste Mal in Kontakt mit der dort blühenden Soulmusik und dem Rhythm and Blues kam und zusammen mit seinem Schulfreund und späteren Mitmusiker Donald „Duck“ Dunn Gitarre spielen lernte. Ende der 1950er-Jahre wurde er Gitarrist bei The Mar-Keys und fand mit ihnen seinen Weg in die Tonstudios von Stax Records, in denen seine Karriere begann. Seine Tätigkeiten führten bald über das Gitarrespielen hinaus, und er wurde Produzent bei Stax.
Cropper landete seinen ersten Chart-Erfolg zusammen mit Booker T. & the M.G.’s im Jahre 1962 mit dem heute noch bekannten Instrumentalstück Green Onions. Da die M.G.’s auch die Hausband der Stax-Studios waren, spielte Cropper die Gitarre nahezu für alle Künstler bei Stax ein, unter ihnen Otis Redding, Carla Thomas, Rufus Thomas, Sam & Dave, Wilson Pickett, William Bell und Eddie Floyd. Er schuf zahlreiche Titel mit diesen Künstlern zusammen, wie etwa Otis Reddings (Sittin’ On) The Dock of the Bay, für das er 1969 gemeinsam mit Redding den Grammy Award for Best R&B Song erhielt, und Wilson Picketts In The Midnighthour. Weitere Aufnahmen entstanden in dieser Zeit mit Don Covay and The Goodtimers und Arthur Conley (Sweet Soul Music).
1971 verließ er Stax-Records, nachdem sich das Management grundlegend verändert hatte und Cropper sich nicht mehr wohlfühlte. Die M.G.’s lösten sich auf und sollten aufgrund der tragischen Ermordung des Schlagzeugers Al Jackson, Jr. 1975 in dieser Form nicht wieder zusammenkommen. Cropper produzierte nun Alben von Jeff Beck, Tower of Power, John Prine und Jose Feliciano und spielte auf Soloalben von John Lennon und Ringo Starr seine Gitarre ein, des Weiteren mit The Manhattan Transfer und Etta James. 1975 zog er nach Los Angeles.
In den 1970er-Jahren wurde er zusammen mit Donald „Duck“ Dunn Mitglied der Blues Brothers Band von John Belushi und Dan Aykroyd. In den 1990er-Jahren startete er mit Booker T. Jones und Donald Dunn eine Tournee als Begleitmusiker von Neil Young. Im Jahre 1996 wurde Steve Cropper vom britischen Musikmagazin Mojo zum zweitbesten Gitarristen aller Zeiten (nach Jimi Hendrix) gewählt. Heute lebt Cropper in Nashville und leitet die Insomnia Studios.
Der Rolling Stone listete Cropper 2011 auf Rang 39 der 100 größten Gitarristen aller Zeiten. In einer Liste aus dem Jahr 2003 hatte er Rang 36 belegt.

## Diskographie
Als Solokünstler:
- Jammed Together – 1969, Stax, zusammen mit Albert King und Pops Staples
- With a Little Help From My Friends – 1971, Stax
- Playing My Thang – 1980, MCA
- Night After Night – 1982, MCA
- Nudge It Up a Notch – 2008, Concord/Universal, zusammen mit Felix Cavaliere
- Midnight Flyer – 2010, Concord/Universal, zusammen mit Felix Cavaliere
- Dedicated – 2011, 429records, ein Tributealbum an The "5" Royales, zusammen mit Steve Winwood, Lucinda Williams, B.B. King, Bettye LaVette, Brian May, Willie Jones, Shemekia Copeland und einigen weiteren.
- Fire It Up – 2021, Mascot Label Group/Provogue
- Friendlytown – 2024, Steve Cropper and the Midnight Hour